# Nienhagen (Dolna Saksonia)
Nienhagen – miejscowość i gmina w Niemczech, w kraju związkowym Dolna Saksonia, w powiecie Celle, wchodzi w skład gminy zbiorowej Wathlingen.

## Współpraca
Miejscowości partnerskie:
- Nienhagen, Meklemburgia-Pomorze Przednie
- Nienhagen, dzielnica miasta Schwanebeck w Saksonii-Anhalt
- Seneley Green, Wielka Brytania
- Zistersdorf, Austria